# Jean-Luc Ettori
Jean-Luc Ettori (* 29. Juli 1955 in Marseille) ist ein ehemaliger französischer Fußballspieler. Der Torhüter war mit 602 Einsätzen, die er alle für die AS Monaco absolvierte, fast zwanzig Jahre lang Rekordspieler der Ligue 1, ehe ihn sein Torwartkollege Mickaël Landreau im Dezember 2013 übertraf.

## Vereinskarriere
Der nicht eben groß gewachsene, aber sprungstarke und reaktionsschnelle Jean-Luc Ettori, der vorher bei Cercle Paul Bert de Rennes und INF Vichy gespielt hatte, kam 1975 zur AS Monaco. In der Spielzeit 1977/78 löste er den Stammtorwart Yves Chauveau ab und gewann am Ende seiner ersten Profisaison gleich den Meistertitel. Zwei Jahre später folgte auch der erste Pokalsieg mit den Monegassen (im Endspiel 3:1 über die US Orléans), und ebenfalls 1980 wurde er erstmals in die Nationalelf berufen.
Bis zu seinem Karriereende gewann der gelegentlich als „schwarze Spinne“ (l'araignée noire) bezeichnete Ettori zwei weitere Meistertitel, wurde darüber hinaus dreimal Vizemeister und auch noch zweimal Pokalsieger (1985 1:0 gegen Paris Saint-Germain, 1991 1:0 gegen Olympique Marseille), stand außerdem in zwei verlorenen Endspielen um die Coupe de France (1984 0:2 gegen FC Metz, 1989 3:4 gegen Marseille). 1992 erreichte er mit Monaco das Endspiel des Europapokals der Pokalsieger, in dem sich Werder Bremen allerdings mit 2:0 durchsetzte. Mit 60 Einsätzen in den europäischen Wettbewerben hält Jean-Luc Ettori auch auf dieser Ebene bisher (April 2008) den Vereinsrekord; zu seinen Sternstunden zählte dabei das Elfmeterschießen im Viertelfinale des Pokalsieger-Cups 1989/90 gegen Real Valladolid, als er gleich drei Strafstöße parierte. Hingegen wollte er 1991, als er in zwei UEFA-Cup-Spielen gegen Torpedo Moskau vier Tore hatte hinnehmen müssen, seine aktive Laufbahn eigentlich beenden.
Erst 1994, mit fast 39 Jahren, verließ er seinen Platz zwischen den Torpfosten und arbeitete jahrelang als Torwarttrainer bei der ASM, war dort Anfang 2008 auch kurzzeitig Sportdirektor. Nach seiner Entlassung im Sommer jenes Jahres holte ihn Olympique Nîmes im Dezember 2009 als Torwarttrainer. Im Sommer 2011 wechselte er in die Schweiz zu Neuchâtel Xamax als Torwarttrainer, wurde aber nach nur kurzer Zeit wieder entlassen. Seit 2013 ist er Vizepräsident des Zweitligisten FC Tours.

## In der Nationalmannschaft
Zwischen Februar 1980 und August 1982 bestritt Jean-Luc Ettori neun A-Länderspiele für die Équipe tricolore und saß zudem wiederholt als zweiter Torwart hinter Dominique Dropsy auf der Ersatzbank. Zur Weltmeisterschaftsendrunde 1982 berief ihn Nationaltrainer Michel Hidalgo nicht nur in den
französischen Kader, sondern machte ihn überraschenderweise zur Nummer 1. Trotz wiederholter Kritik an seiner Leistung hütete Ettori bis einschließlich des legendären Halbfinales gegen Deutschland (3:3 n. V., 4:5 im Elfmeterschießen) in sechs Begegnungen das französische Tor und wurde erst im Spiel um Platz 3 durch Jean Castaneda ersetzt. Kurz nach diesem Turnier wurde er, auch aus Mannschaftskreisen, zum Hauptschuldigen für das 0:4-Debakel vor eigenem Publikum im Freundschaftsspiel gegen Polen erklärt und fortan nicht mehr berücksichtigt.

## Palmarès
- Französischer Meister: 1978, 1982, 1988 (und Vizemeister 1984, 1991, 1992)
- Französischer Pokalsieger: 1980, 1985, 1991 (und Finalist 1984, 1989)
- Finalist im Europapokal der Pokalsieger 1991/92
- 60 Einsätze in den drei Europapokalwettbewerben
- 9 A-Länderspiele, Halbfinalist bei der Fußball-Weltmeisterschaft 1982
- Alpenpokalsieger: 1979, 1983
- Étoile d’Or als beständigster Torwart der Saison: 1989/90